# Scriere în oglindă

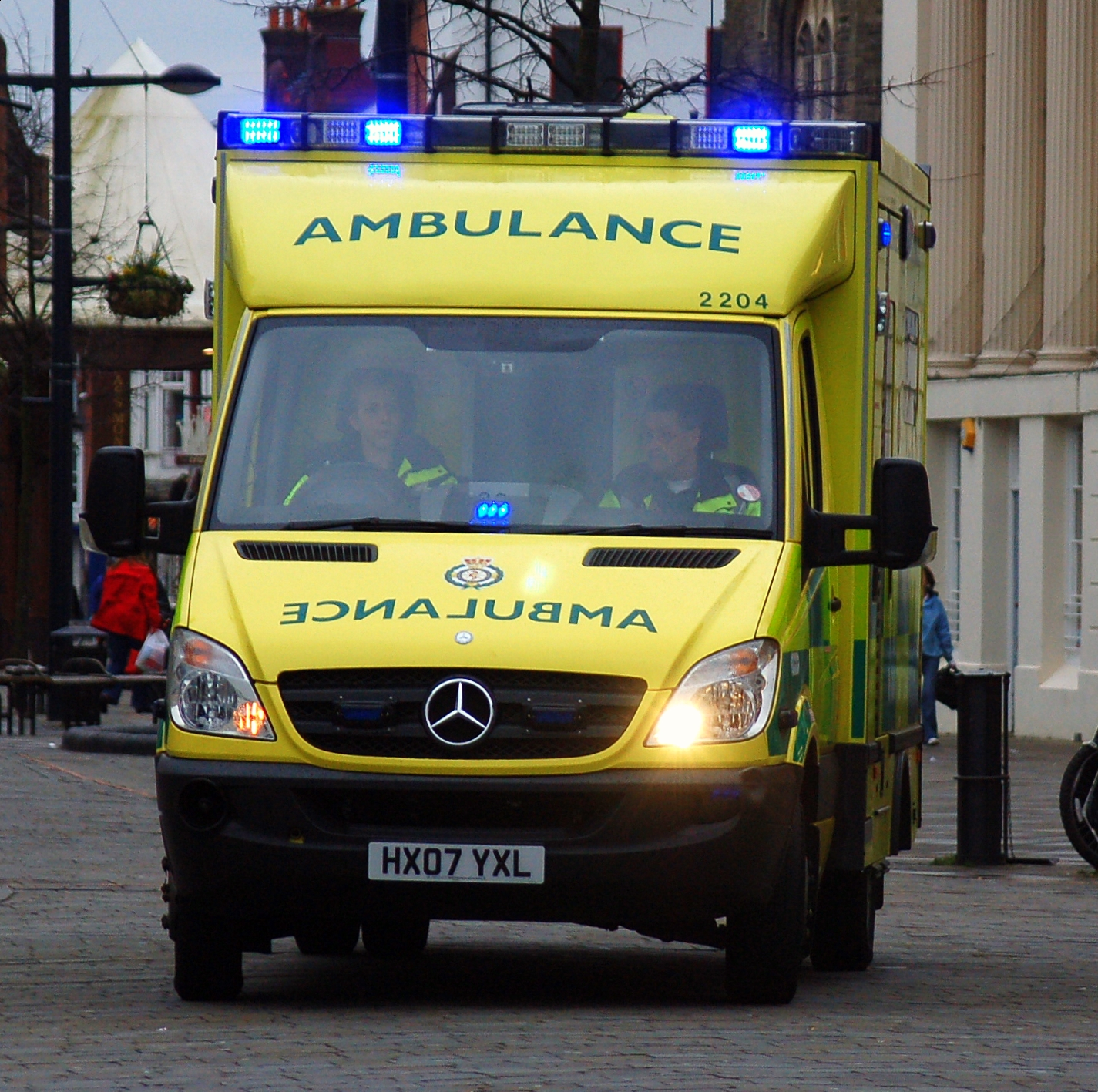
Scriere în oglindă pe capota unei ambulanțe; același cuvânt, „AMBULANCE”, apare în partea de sus, scris în direcția normală

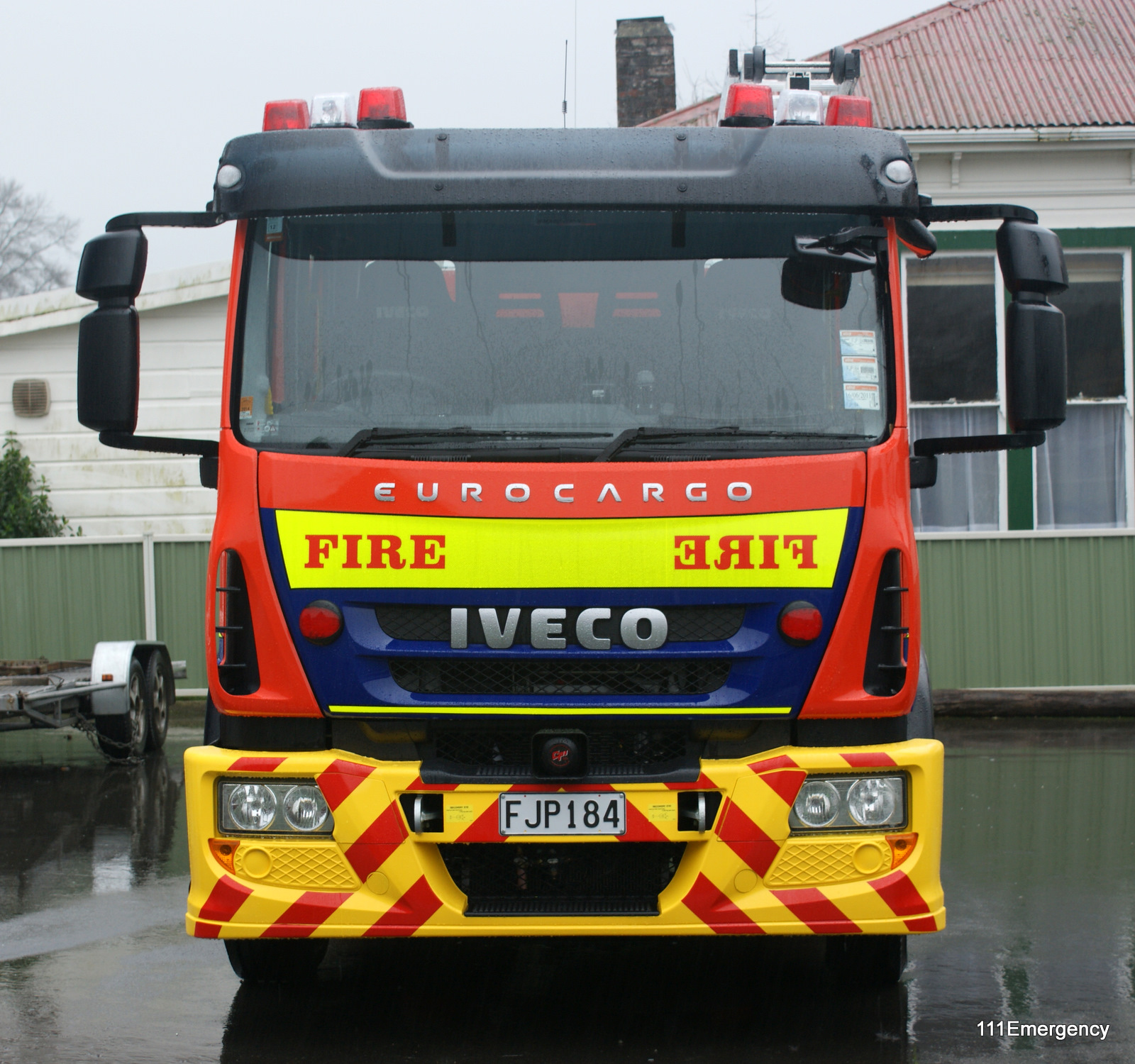
Mașină de pompieri având textul „FIRE” scris atât normal, cât și în oglindă

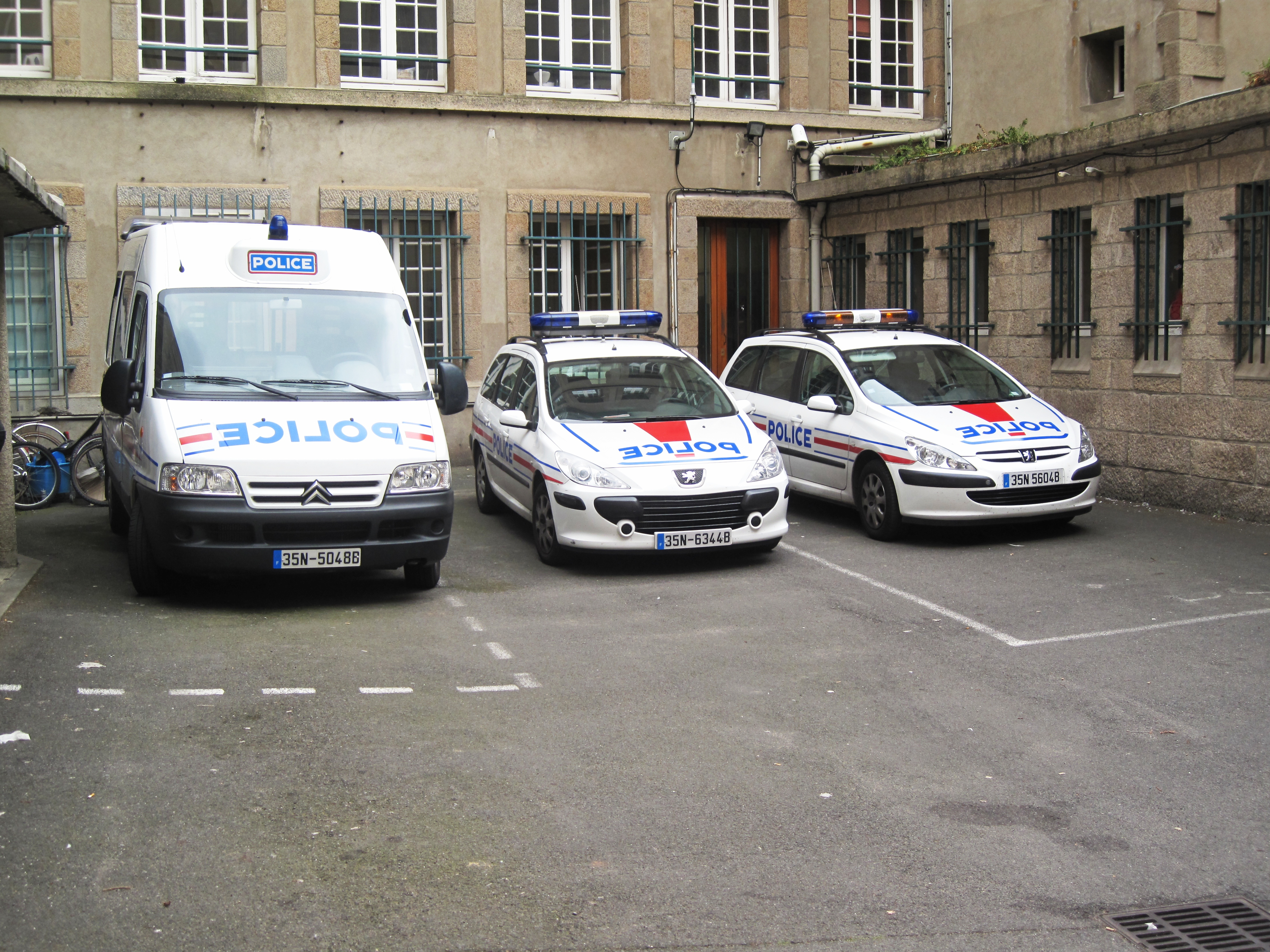
Mașini de poliție având pe capotă textul „POLICE” scris în oglindă

Scrierea în oglindă este o scriere în direcția inversă modului natural al scrierii într-o limbă dată, astfel încât rezultatul este imaginea în oglindă a scrierii normale, adică apare normal când este reflectată într-o oglindă. Este uneori folosit ca o formă extrem de primitivă a cifrului. O utilizare modernă a scrierii în oglindă se găsește în partea din față a autovehiculelor speciale, de exemplu a ambulanței, unde cuvântul „AMBULANȚA” este adesea scris în oglindă, astfel încât șoferii să vadă cuvântul în mod corect în oglinda retrovizoare.
Unii oameni sunt capabili să scrie de mână text în oglindă. Leonardo da Vinci a scris majoritatea notelor sale personale în acest fel. Scrierea în oglindă caligrafică era populară în Imperiul Otoman, unde avea adesea asociații mistice.

## Capacitatea de a scrie text în oglindă
Un experiment informal al unui ziar australian a identificat 10 persoane capabile să scrie în oglindă dintr-un număr de 65000 de cititori. Între oamenii stângaci se află o proporție mai mare de oameni capabili să scrie în oglindă decât între dreptaci, poate pentru că este mai natural pentru un stângaci să scrie de la dreapta la stânga. 15 % dintre stângaci au centrele lingvistice în ambele jumătăți ale creierului. Cortexul cerebral și homunculus motor sunt legate de acest fapt, făcând ca persoana să poată citi și scrie înapoi destul de natural.
Într-un experiment realizat de Departamentul de Neurochirurgie de la Școala de Medicină a Universității Hokkaido din Sapporo, Japonia, oamenii de știință au presupus că originea scrierii în oglindă provine din leziuni cauzate de leziuni cerebrale accidentale sau boli neurologice, cum ar fi tremorul esențial, boala Parkinson sau degenerescența spinocerebeloasă. Această ipoteză a fost propusă deoarece aceste condiții afectează un „mecanism neuronal care controlează funcția cerebrală superioară a scrierii prin intermediul talamusului”. Un alt studiu realizat de aceeași universitate a descoperit că afecțiunile nu sunt singura cauză. Oamenii de știință au observat că copiii normali au prezentat semne de scriere în oglindă în timp ce învață să scrie, concluzionând astfel că în prezent nu există o metodă exactă pentru a găsi adevărata origine a scrierii în oglindă.
Ca și în cazul stângăciei, scrierea în oglindă este uneori „corectată” la copii.

## Exemple notabile

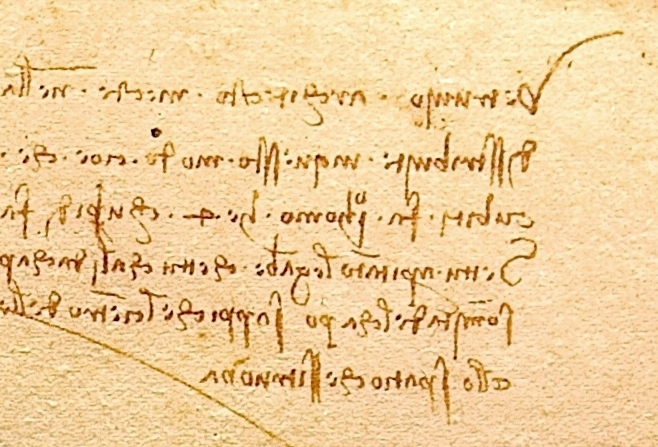
Notele lui Leonardo da Vinci lângă faimosul său Om Vitruvian scrise ca text în oglindă

Leonardo da Vinci și-a scris majoritatea notelor sale personale în oglindă, folosind scrierea standard doar dacă intenționa ca textele sale să fie citite de alții. Scopul acestei practici de către Leonardo rămâne necunoscut, deși au fost sugerate mai multe motive posibile. De exemplu, scrierea cu mâna stângă de la stânga la dreapta ar fi fost dezordonată, deoarece cerneala proaspăt depusă ar fi întinsă dacă mâna lui se mișca peste ea, pătând textul. Scrierea în sens invers ar preveni astfel de pete. O teorie alternativă este că procesul de rotire a obiectului lingvistic din memorie înainte de a-l pune pe hârtie și de a-l roti înainte de a-l citi este o metodă de învățare prin întărire. Din această teorie rezultă utilizarea scrierii în bustrofedon, în special în codurile publice, poate pentru a determina o mai bună reținere a textului de către cititor.
S-ar putea ca și Matteo Zaccolini să-și fi scris la începutul secolului al XVII-lea tratatul original în patru volume despre optică, culoare și perspectivă în scriere în oglindă.

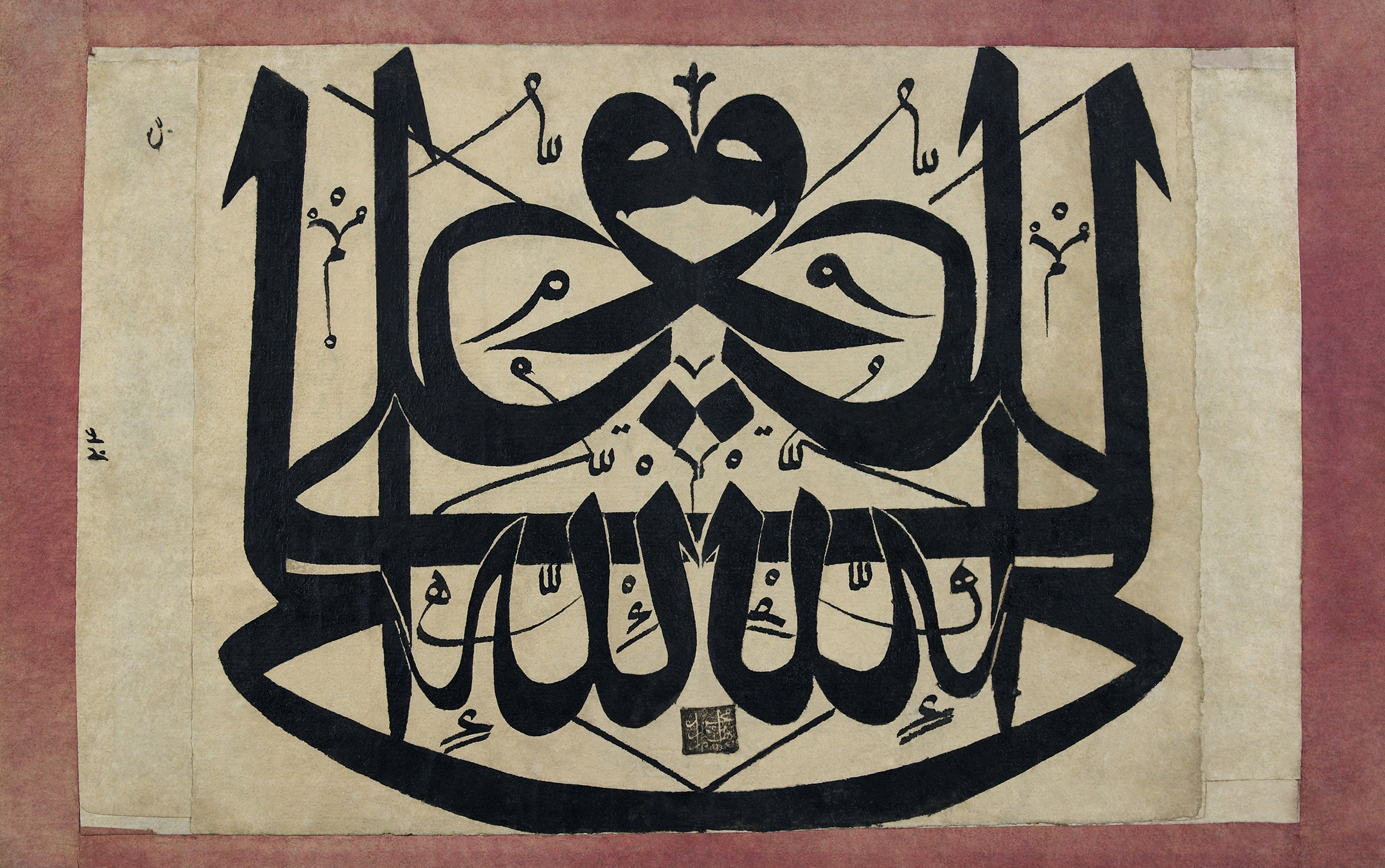
Caligrafie otomană din secolul al XVIII-lea; textul este „Ali este valiul lui Allah” scris în ambele direcții, simetric față de axa verticală centrală

Textele pictate, cunoscute și sub denumirea de caligrame, aranjate în simetrie oglindă au fost populare în Imperiul Otoman în secolele XVIII și XIX în timpul Ordinului Bektași, unde avea adesea asociații mistice. Originile acestei tradiții de scriere în oglindă pot data din perioada preislamică în inscripțiile în piatră din vestul Peninsulei Arabice. Un studiu recent care a dezvăluit cele mai vechi exemple de scriere în oglindă în limba greacă a urmărit apariția timpurie a inscripțiilor în oglindă până în Antichitatea târzie, în special în Siria–Palestina, Egipt și Constantinopol. În arta islamică, caligrafia în oglindă este cunoscută sub numele de muthanna sau musenna.